# Cantó de Saint-Denis-7
El cantó de Saint-Denis-7 és un cantó de l'illa de la Reunió, regió d'ultramar francesa de l'oceà Índic. Correspon a una fracció de la comuna de Saint-Denis.

## Història
| Data d'elecció | Identitat       | Partit |
| -------------- | --------------- | ------ |
| 2001 - 2008    | Alain Armand    |        |
| 2008 -         | Gilbert Annette |        |